# Асоциация на учителите по български език и литература
Асоциацията на учителите по български език и литература (АУБЕЛ) е създадена през 2006 г., за да подпомага обучението по роден език и литература и да утвърждава неговата роля за изграждане на основни културни ценности. АУБЕЛ е творческо-синдикална организация, която представлява интересите на своите членове пред техните работодатели и държавните институции. Седалището на организацията е в София. Членовете на АУБЕЛ са учители по български език и литература, работещи в средните училища в България. Сред целите ѝ е да съдейства за запазване и развитие на ролята на предмета български език и литература, подпомага квалификацията на учителя по този предмет и така допринася за изграждане на неговия професионален статут.
Председател на АУБЕЛ е Мариана Бакърджиева, учител в 9 френска езикова гимназия „Алфонс дьо Ламартин“ в София.